# Чефранова Ірина Михайлівна
Ірина Михайлівна Чефранова (28 квітня 1913, Сміла, Черкаський повіт, Київська губернія, Російська імперіяРосійська імперія — 6 лютого 1994, Київ, Україна) — радянська та українська звукооператорка.

## Біографія
Народилася 28 квітня 1913 року у місті Сміла.
У 1938 році закінчила Київський індустріальний інститут.
У 1941—1944 роках працювала механікинею Ашхабадської кіностудії, інженеркою кіностудії імені Олександра Довженка та звукооператоркою кіностудії «Київнаукфільм».
Була членкинею Національної спілки кінематографістів України.
Померла 6 лютого 1994 року у Києві.

## Фільмографія
- «Айвазовський» (1954)
- «По слідах невидимих ворогів» (1955)
- «Іван Франко» (1955)
- «Автоматизація виробничих процесів у машинобудуванні» (1957)
- «Почин бригади Мамая» (1957)
- «Михайло Коцюбинський» (1958)
- «Електронний консиліум» (1959)
- «Про це сперечаються в світі» (1960)
- «Вікно в день майбутній» (1960)
- «Азовське море» (1961)
- «Ми не маленькі» (1962)
- «П'яні вовки» (1962)
- «Чарівний екран» (1962)
- «Розповіді про Шевченка» (1964)
- «Водопровід на город» (1964)
- «В інституті Філатова» (1964)
- «Легенда про безсмертя» (1964)
- «Таємниця чорного короля» (1965)
- «Микита Кожум'яка» (1965)
- «Шлях до одного голу» (1966)
- «Таємниця алмазів» (1966)
- «Ведмедик і той, що живе в річці» (1966)
- «Злісний розтрощувач яєць» (1966)
- «Маруся Богуславка» (1966)
- «Тут жили скіфи» (1966)
- «Максим Рильський» (1967)
- «Легенда про полум'яне серце» (1967)
- «Зенітка» (1967)
- «Тяв і Гав» (1967)
- «Казка про місячне світло» (1968)
- «Опудало» (1968)
- «Кримська легенда» (1969)
- «Некмітливий горобець» (1970)
- «Короткі історії» (1970)
- «Котигорошко» (1970)
- «Тваринництво України» (1972)
- «Півник і сонечко» (1974)
- «Казки райського саду» (1975)
- «Як козаки сіль купували» (1975)
- «Казка про жадність» (1976)
- «Рішення, які ми приймаємо» (1976)
- «Джек — бойовий коник» (1976)
- «Парасолька стає дружинником» (1976)
- «Лисичка з качалкою» (1977)
- «Парасолька на модному курорті» (1977)
- «Тяп-ляп» (1977)
- «Серце віддаю дітям» (1977)
- «Система Макаренка» (1978)
- «Наш, дім навкола нас» (1979)
- «Капітошка» (1980)
- «Метаморфози» (1980)
- «Бродяги Півночі» (1983)